# 大野幹代
大野 幹代（おおの みきよ、1974年6月17日 - ）は、日本のタレント、女優、歌手。アイドルグループCoCo元メンバーである。東京都出身。日出女子学園高校、大東文化大学卒業。愛称はミッキー。

## 略歴
- 1988年 - アイドル雑誌『大海賊』の専属モデルとなる。
- 1989年 - パラダイスGoGo!!（フジテレビ）の乙女塾1期生となる。同番組からアイドルグループCoCo結成し、同年9月にCDデビュー。プロダクション尾木に所属。
- 1992年 - シングル「許して…」でソロデビュー。
- 1994年 - CoCo解散後、ソロとしてタレント活動開始。所属事務所をメリーゴーランドに移籍し、単独のファンクラブ「Aquarium」が発足された。
- 1997年 - Vシネマ「Zero WOMAN - 消せない記憶」で主演。4冊目の写真集「scarlet」発表。
- 1999年 - バンド「LOVE TRACE」のボーカルとして活動開始。
- 2002年 - 所属していた事務所の社長と結婚。
- 2003年 - 男児を出産、活動休止。

## 人物・エピソード
- CoCoではメンバー中最年少であり、一番の長身でもあった（167cm）。
- CoCo解散後の翌年（1995年1月15日）に成人式を迎えて新成人となった。
- 性格は真面目。学生時代はかなりの頻度で班長に選出されたり、高校では学級委員長を務めていたことからも、その真面目でしっかりとした性格が窺える。CoCoで一緒であり、同じ高校の先輩にあたる三浦理恵子は大野について「年下なのにしっかりしてる」「頼りにしちゃう」と述べている。
- 口癖は「やっぱし(やっぱり)」。
- 小学5年生から中学1年生の間、劇団に所属していた。
- 1989年4月29日の「パラダイスGoGo!!」で、1期生に途中参加という形で加わったが、テレビ初登場時の最初の挨拶の後宮前と目が合った途端に泣き出した。
- 歌声はやや低音だが、その安定感からCoCoでは曲序盤のソロパートを任されることが多かった。
- 「フジテレビ夏のキャンペーン」の沖縄でのCM撮影では、声が大きいから、という理由で声出しリーダー（キャプテン）を務めた。
- 初期はグループ内での妹キャラを印象付けるために髪型を三つ編みにしていた。ちなみにCoCoでは一番年下だが、実際はメンバー内で唯一長女である（5人姉弟の長女）。そのためか年下ながらラジオ等でもまとめたり仕切ったりすることが多く、一時期は「仕切り屋」と呼ばれていた。
- CoCo時代はとにかく涙脆いことで知られ、「泣き虫ミッキー」とも呼ばれていた。しかしグループの大きな転換期となった瀬能あづさの脱退コンサートではメンバー内で唯一涙を見せなかった。それに関して大野は「普段の私を知っている人は、当然のように私が一番先に泣くものだと思っていたみたいだけど、何故かあの時は「ここで泣いちゃいけない」って思ったんです。あっちゃんがいなくなってしまうのは勿論淋しいし悲しかったけど、みんなが泣き崩れているのを見ていたら「私だけは泣かない」って気持ちになったんです」と後に語っている。また、CoCoの解散コンサートでも涙を見せたのはメンバーで最後だった。
- CoCoが4人になってから行われたアンケートの『今までで一番悲しかったこと』という項目には、メンバーで唯一「あっちゃんが抜けちゃったこと」と答えている。

## 趣味・嗜好
- 犬や猫、鳥が好きであり、知られているだけでも「チャッピー」「チャミ」という名前の鳥と、ゴールデンレトリバーの「リバー」という犬を飼っていた。ちなみにこの犬の名前の由来はそのままレトリバーのリバーであることを本人が明かしている。
- 得意教科は国語。苦手教科は理科。
- 水泳が苦手である[1]。
- お化け屋敷等の怖いものやジェットコースター等の絶叫マシンが苦手である。
- 学生時代はセサミストリートが好きで、グッズをたくさん集めて部屋に飾っていた。

## ディスコグラフィー

### ソロ
シングル
1. 許して…（1992年7月1日、ポニーキャニオン）
2. 震える決心（1993年5月21日、ポニーキャニオン）

ベストアルバム
1. 大野幹代 SINGLESコンプリート（2007年8月、ポニーキャニオン） ※DVD付

### LOVE TRACE
シングル
1. De ja vu/風に吹かれて（2000年1月、自主制作）
2. Dive/ミルクティー（2000年7月、自主制作）

CoCo時代の作品はCoCo (アイドルグループ)を参照。

## 出演

### バラエティー番組
- 志村けんはいかがでしょう（フジテレビ）
- 志村けんのオレがナニしたのヨ?（フジテレビ）
- ドリフ大爆笑（フジテレビ）
- 志村けんのバカ殿様（フジテレビ）
- 加トちゃん・マチャミのお台場CHACHA（フジテレビ）
- CHA CHA KEN-TV（フジテレビ）
- ライオンのごきげんよう（フジテレビ）
- カフェシティヨコハマ（TVKテレビ）
- 噂になりたい（関西テレビ）
- おもしろ旅美人（関西テレビ）
- 炎のチャレンジャー（テレビ朝日）
- お菓子工房・気分はパティシェ!（2000年、テレビ東京）
- Gパラダイス・あの娘に逢いたい（2000年、テレビ東京）
- 生活達人（2000年、TBS）
- いきなり!黄金伝説。（2001年 - 2002年、テレビ朝日）

### テレビドラマ
- ハートにS 第4回「路上のラブストーリー」（1995年5月、フジテレビ）
- 金曜エンタテイメント 美容エステ探偵・悪魔のフィアンセ（2000年6月、フジテレビ） - 川北エミリ 役

### CM
- ダート・ネット（1999年、地方競馬全国協会）

### CS・BS
- パイオニアBEATカラリク（1999年、スカイパーフェクTV!） - 司会
- アキバTVショップ（2000年、スカイパーフェクTV!） - 司会
- MacTV-J（2000年、スカイパーフェクTV!） - 司会

### ラジオ
- 10-NIGHTS STORIES（2000年、TOKYO FM） - ラジオドラマ

### Vシネマ
- Zero WOMAN - 消せない記憶（1997年） - 主演

CoCo時代の作品はCoCo (アイドルグループ)を参照。

### ゲームソフト
- プレイステーション ユーラシアエクスプレス殺人事件（1998年） - 担任・吉川真知子 役
- おやじの時間（2000年） - キャンペーンガール 役

## 書籍

### 写真集
- NOVA LUNA（1993年9月、山内順仁撮影、ワニブックス）
- The Wind Rose…（1995年6月、藤田修平撮影、近代映画社）
- true blue（1996年2月、木村晴撮影、ぶんか社）
- scarlet（1997年10月、木村晴撮影、ワニブックス）
- デジタル写真集 Ou Vol.1-4（2002年6月、山内順仁撮影、art town）